# アンサンブル・ノマド
アンサンブル・ノマドは、日本の室内楽団。

## 概要
1999年に佐藤紀雄の呼びかけによって結成した。近藤譲や福士則夫、郭元といった現代音楽作曲家の作品などを中心に、幅広いレパートリーからなるテーマ性やプログラムなどが評価。

## 評価
2002年に行われた「ジョン・ケージとオリヴィエ・メシアンの間で交わす空想の往復書簡」と題した定期演奏会は、第2回佐治敬三賞を受賞した。
2015年に行われた「再生へ Vol.3：祈り～エストニアから震災復興を祈るコンサート」と題した定期演奏会は第3回ウィーン・フィル&サントリー音楽復興祈念賞を受賞した。